# جيب تيري
جيب تيري (بالإنجليزية: Jeb Terry)‏ هو لاعب كرة قدم أمريكية أمريكي، ولد في 10 أبريل 1981 في دالاس في الولايات المتحدة.

## وصلات خارجية
- جيب تيري على موقع مرجع كرة القدم المحترفة.كوم (الإنجليزية)